# 孔庆平
孔庆平（1955年—），汉族，毕业于哈尔滨工业大学，为哈尔滨工业大学客座教授，教授级高级工程师，硕士，南宁市荣誉市民。曾任中国海外发展有限公司董事局主席，中国建筑国际集团有限公司董事局主席兼非执行董事。现任中国建筑股份有限公司副总裁。第十一届全国政协委员。
加入中国共产党，2001年4月，任中国海外集团有限公司常务董事、总经理；2002年6月，担任中国海外集团有限公司副董事长、总经理。2005年3月，任中国海外集团有限公司副董事长、兼任中国海外发展有限公司董事局主席、行政总裁；同年6月，兼任中国建筑国际集团有限公司董事局主席、非执行董事。2005年7月，任中国建筑工程总公司副总经理、党组成员；2007年12月，任中国建筑工程总公司副总经理、党组成员，中国建筑股份有限公司副总裁、中国海外集团有限公司副董事长、兼任中国海外发展有限公司董事局主席、行政总裁、中国建筑国际集团有限公司董事局主席、非执行董事；2010年5月，任中国建筑股份有限公司副总裁，兼任中国建筑工程总公司党组成员，中国海外集团有限公司副董事长、总经理，中国海外发展有限公司董事局主席，中国建筑国际集团有限公司董事局主席兼非执行董事，兼任深圳市中海投资管理有限公司董事长。2013年8月，任中国建筑股份有限公司副总裁，兼任中国建筑工程总公司党组成员。2016年1月，被免去中国建筑工程总公司党组成员职务。
2008年，当选第十一届全国政协委员，代表经济界，分入第三十五组。 2017年3月，政协第十二届全国委员会第五十八次主席会议撤销孔庆平政协第十二届全国委员会委员资格。
孔庆平曾被媒体披露，他个人2012年年薪涉嫌超标。报道指他同时在三家公司领薪，拿取910万元天价年薪。2012年，作为董事局主席，他在中国海外发展有限公司的年薪为932.5万港元；作为董事局主席兼非执行董事，他在中国建筑国际集团有限公司的薪酬为100万港元；此外，他还是中国建筑副总经理。仅在已公布年报的前两家公司中，其薪酬已高达837.2万元人民币。
2017年3月29日今日全國政協第五十八次主席會議通過了一項決定：撤銷孔慶平的全國政協委員資格